# ニンジャBOY あばれ!忍丸
『ニンジャBOY あばれ!忍丸』（にんじゃぼーい あばれにんまる）は、『月刊コロコロコミック』1991年6月号から1992年3月号まで連載された菊池モモタローの漫画作品。単行本全2巻。

## 概要
近未来を舞台としたハイテクノロジー社会と、忍者の世界観を融合させた忍者アクション作品。
作画に新人漫画家の菊池モモタロー、原作にアニメ脚本家である富田祐弘、企画構成にマルチクリエイター広井王子率いるレッドカンパニー（現レッド・エンタテインメント）という、当時の連載作品の中でも一風変わったグループでの製作隊形を取っている。
なお、単行本第2巻には打ち切りによる連載終了で発表されなかった、ルーン島を舞台とした物語の結末部分が23ページに渡って補完されている。

## あらすじ
使い方によっては世界を平和にも崩壊にも導くと言われる神秘の巻物『聖カバラ秘術書（せいカバラひじゅつしょ）』をめぐって、忍者軍団が中心となって全世界が抗争に明け暮れる近未来世界。とある大都市から遠く遠く離れ、そんな騒動とは無縁の奥伊賀の森に、修行中の駆け出し忍者『あばれ忍丸』がいた。その日も、いつものように修行装置のからくりで目を覚まし、忍犬ポチポチと共に早駆け、葦飛びをこなす。仕上げの精神修養を兼ねた用足しを終え、ふと川上から長い紙が流れて来た事に気付いた忍丸がこれ幸いと拾い上げると、手の中で一気に巻き取られて一巻の巻物となり、数秒の閃光の後に巻物から投影された少女のホログラムに助けを求められた。実は、これこそがとある忍者が命を賭して風魔忍者地獄衆から守り抜いた『聖カバラ秘術書』だったのだ。これをきっかけに忍丸は伊賀、風魔を始めとする秘術書争奪戦に巻き込まれる事となる…。

## 登場人物

### 主要キャラクター
あばれ忍丸
本作の主人公。奥伊賀の森に自作の小屋『修行の砦』を建てて忍犬ポチポチと暮らし、忍者の修行に励む駆け出し忍者。駆け出しとはいえ素質は極めて高く、数ある忍術の中でも高位とされる『疾風竜巻の術』とアレンジを加えた風の忍術、オリジナルの『吸引やもりの術』『へのかっぱの術』などを使う。
ポチポチ
忍丸のパートナーである忍犬。常に忍丸と共にあり、感情的な行動を取りがちな忍丸を様々な形でサポートするブレーン的存在。体が小さく中性的な容姿であり、敵の忍犬を足止めする『くの一変身の術』を得意とする。
ミカエル姫
『聖カバラ秘術書』を通して忍丸に助けを求めたホログラムの少女。その正体は、かつて強大な秘術書の力で滅ぼされた国の人間で、ルーン島の神殿に設置された機械の力によって秘術書の力と同調して擬似的に『秘術書の精霊』となり、人の手にはあまりにも大きすぎる力を持つ秘術書を世界から抹消してくれる人物を探していた。
聖忍導師ヒリュウ（せいにんどうしヒリュウ）
物語後半に登場するキーパーソン。秘術書に導かれて『天空のぼり龍の門』を訪れる者に試練を課し、秘術書を悪の手から守るにふさわしい人物、ひいてはその証である『聖風剣（せいふうけん）』を託せる人物を探していた。忍術の中でも伝説化されている『幻覚龍神の術』『かげくらましの術』などを使い、ミカエル姫の所在を知る唯一の人物。

### 伊賀忍者BOY四人衆
月影翔馬（つきかげしょうま）
伊賀忍者BOY四人衆のリーダー。あらゆる忍術に長けており、伊賀忍軍の中でもトップクラスの実力の持ち主。常に冷静沈着かつ柔軟な考えの持ち主で、忍丸の秘術書捜索隊への参加には好意的な面を見せていた。
金剛力也（こんごうりきや）
伊賀忍者BOY四人衆のサブリーダー。恵まれた体躯による怪力が持ち味で、先端にトゲ付き鉄球を据えた仕込み六角杖の他、バズーカなどの重火器の使用を得意とする。当初は捜索隊に組み込まれた忍丸に対してあまり良い印象を持っていなかったが、伊賀砦での敗北を根に持ちつつも徐々に理解を示すようになった。
花吹雪乱蝶（はなふぶきらんちょう）
伊賀忍者BOY四人衆の一人。特に幻術に関しては右に出る者のいないほどの使い手であり、忍び刀の仕込み鞘から火薬の爆発力でくないを発射させる『くないライフル』を得意とする。外見こそ女性に見えるが、れっきとした男性である。
小道獣助（こみちじゅあ

### 風魔忍者地獄衆
鶴鬼（つるき）
風魔忍者地獄衆のリーダー。鳥の爪先を模した靴、飛び道具にもなる飛行用の大きな羽を自在に操り、空中からの掃討を得意とする。飛行術の他に『毒羽の術（どくばのじゅつ）』『鶴の羽返しの術（つるのはねがえしのじゅつ）』を使う。
亀鬼（かめき）
風魔忍者地獄衆の一人。特殊な水を扱う術に長けており、中でも瞬間接着剤の滝で水囲いを作り出し、相手を取り囲んで動きを封じてしまう『滝の白糸の術（たきのしらいとのじゅつ）』を使う。風魔の忍者砦『風魔館（ふうまやかた）』では、様々な機械を用いて科学的に秘術書に記された秘文字の分析を行っており、地獄衆の参謀役である事がうかがえる。
豚鬼（とんき）
風魔忍者地獄衆の一人。一見すれば肥満体の巨漢だが、見た目に反して身軽であり、手裏剣などを脂肪で完全にガードする特殊な体を持つ。
？鬼（熊鬼、くまきという説あり）
第1話で登場し、伊賀忍者BOY四人衆に倒された風魔忍者地獄衆の一人。火の術を得意とする。
念鬼（ねんき）
物語後半から登場する風魔忍者地獄衆の一人。伊賀忍者BOY四人衆に秘術書を奪取された一件から、風魔忍軍の首領が新たに派遣した風魔のはぐれ忍者。忍術の中でも伝説化されている『影の術』を自在に操る凄腕の忍者で、首領の命令によって鶴鬼を殺害した後にリーダーとして亀鬼、豚鬼を従える。聖忍導師ヒリュウとは旧知の間柄であるような描写があり、実力はヒリュウ以上。

### その他
- 秋葉流アマゾネス忍者軍団
- 羽黒流格闘レスラー軍団
- 紀州忍者（ロボット）
- 南蛮忍者軍団（サイボーグ）
- 魔獣忍者（爬虫類型人間）